# Dolichurus carbonarius
Dolichurus carbonarius är en  stekelart som beskrevs av Frederick Smith 1869.
Dolichurus carbonarius ingår i släktet Dolichurus och familjen Ampulicidae. Inga underarter finns listade i Catalogue of Life.